# Andrés David Ruiz Riestra
Andrés David Ruiz Riestra (Gijón, 14 de noviembre de 1988) es un economista y político español.
Estudió en el Colegio Corazón de María y es licenciado en Económicas por la Universidad de Oviedo. Está afiliado al Partido Popular desde 2008, partido en el que ha sido vicesecretario de Nuevas Generaciones de Gijón entre 2010 y 2014, y presidente entre 2014 y 2018. En 2018 fue elegido presidente de Nuevas Generaciones de Asturias.
Ocupó el puesto número 7 de las listas del PP en las elecciones a la Junta General del Principado de Asturias de 2023 por la circunscripción central, siendo elegido diputado.
El 8 de febrero de 2025 es elegido presidente del Partido Popular de Gijón.